# Hydroporus tartaricus
Hydroporus tartaricus är en skalbaggsart som beskrevs av Leconte 1850. Hydroporus tartaricus ingår i släktet Hydroporus och familjen dykare. Inga underarter finns listade i Catalogue of Life.